# Rugby à XV aux Jeux olympiques de 1920
Vous lisez un « bon article » labellisé en 2012.
Navigation
Londres 1908 France 1924
L'épreuve de rugby à XV aux Jeux olympiques de 1920 est la troisième édition depuis l'introduction du rugby à XV comme sport olympique aux Jeux de 1900. En raison du désistement de dernière minute de la Tchécoslovaquie et de la Roumanie, une seule rencontre est disputée entre l'équipe des États-Unis et celle de  France le 5 septembre. Les Américains deviennent champions olympiques en battant les Français peu préparés sur le score de 8 à 0. Un match de revanche est organisé le 10 octobre suivant et les Français dominent 14 à 5 les Californiens, surnom donné à l'équipe américaine, composée essentiellement d'étudiants des universités californiennes.

## Historique

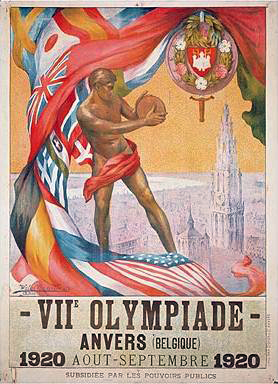
Affiche des Jeux olympiques d'été de 1920, organisés à Anvers.

### Contexte
Le rugby à XV fait son retour en compétition olympique après douze ans d'absence depuis sa deuxième apparition lors des Jeux olympiques de 1908. En 1912, les organisateurs suédois veulent initialement limiter la compétition aux épreuves d'athlétisme, de lutte, de gymnastique et de natation. Plusieurs pays contestent l'idée et, après de longues négociations, plusieurs sports sont ajoutés à cette liste réduite mais le rugby n'en fait pas partie. En 1916, il n'y a pas de Jeux olympiques en raison de la Première Guerre mondiale, et, au lendemain de celle-ci, la Belgique organise les Jeux olympiques au pied levé et n'a pas le temps de prévoir l'hébergement des participants ailleurs que dans des écoles transformées en dortoirs. L'épreuve de rugby est facultative et son organisation laissée à l'appréciation du comité organisateur. Les nations britanniques refusent d'y participer prétextant que l'épreuve prévue au mois de septembre est programmée trop tôt dans la saison pour que leurs équipes soient compétitives par rapport aux autres participants. Initialement, quatre équipes doivent disputer l'épreuve de rugby à XV : la Tchécoslovaquie, les États-Unis, la France et la Roumanie.
Aux États-Unis, le rugby à XV est promu dans de nombreuses universités de la côte ouest américaine après que le football américain a été interdit en 1904 dans le pays en raison de sa dangerosité. Malgré la levée de l'interdiction de la pratique du football américain en 1918, il reste néanmoins populaire en Californie et une sélection y est constituée principalement à partir d'étudiants de plusieurs universités californiennes : Stanford, Californie à Berkeley et de Santa Clara,. Cette sélection effectue peu de temps avant les Jeux une tournée victorieuse en Colombie-Britannique. Cependant, l'équipe américaine ne trouve pas de ressources auprès du comité olympique américain qui refuse de participer au financement de leur périple. Une collecte de fonds est alors lancée en Californie et l'équipe récolte 20 000 dollars. L'un des plus gros mécènes n'est autre que John O'Neil, un joueur de la sélection américaine dont la riche famille a fait fortune dans l'exploitation du pétrole au Texas. Cette somme d'argent ne permet cependant pas au groupe de faire la traversée de l'Atlantique autrement qu'à bord d'un navire de l'armée américaine, the Sherman.

### Récit de l'épreuve

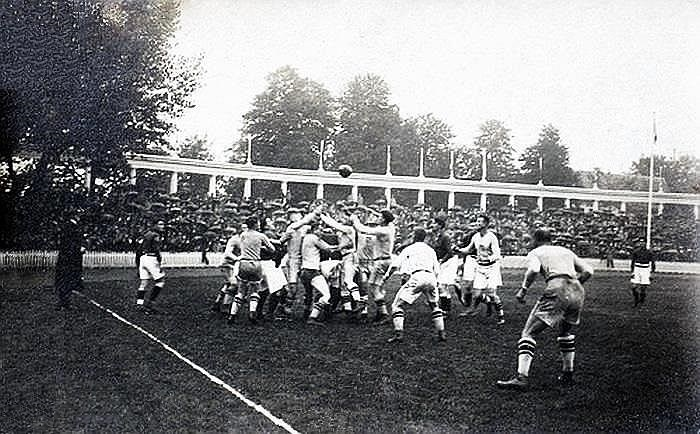
Le match États-Unis - France au stade olympique d'Anvers.

Après une longue traversée, l'équipe des États-Unis arrive en Europe à la surprise générale, les équipes de Tchécoslovaquie et de Roumanie s'étant retirées de la compétition et aucune épreuve de rugby n'étant prévue par les organisateurs,. Le comité belge d'organisation des Jeux contacte alors l'Union des sociétés françaises de sports athlétiques (USFSA) pour qu'un tournoi olympique soit organisé. Frantz Reichel, directeur de l'USFSA, compose en urgence une équipe pour représenter la France en rassemblant des joueurs de divers clubs parisiens : le CASG, l'Olympique, le RCF et le SCUF. Finalement, seuls quatre des joueurs de l'équipe ainsi constituée sont de véritables internationaux. Un unique match est donc disputé le 5 septembre après la finale des repêchages de football, le dernier du tournoi, dans le stade olympique d'Anvers entre les deux équipes, au moment où la saison redémarre en France.
Les Français n'ont donc pas le temps de se préparer, et la rencontre est remportée par les États-Unis qui battent la sélection française dominée physiquement. La rencontre se déroule devant 20 000 spectateurs, et sous la pluie. Les conditions météorologiques favorisent le jeu des avants mais les Français choisissent le jeu de mouvement avec les arrières. Ils sont victimes du terrain glissant et perdent beaucoup de ballons. En revanche, les Américains établissent leur stratégie de jeu sur le combat des avants ce qui leur permet de maîtriser le déroulement du match et de dominer l'adversaire sans produire de jeu,. Le score à la mi-temps est de 0 partout. Au cours de la seconde période, les Américains ouvrent le score avec un coup de pied d'arrêt de volée de Dink Templeton à 55 yards des poteaux puis augmentent leur marque grâce à un essai de Lou Hunter transformé par Templeton,. Ils remportent finalement la rencontre sur le score de 8 à 0,. L'entraîneur-joueur australo-américain Daniel Carroll remporte là sa deuxième médaille d'or après celle obtenue en 1908 en tant que joueur avec l'équipe australienne.
Cette rencontre n'est pas comptabilisée comme une sélection officielle pour les joueurs français.

### La tournée américaine

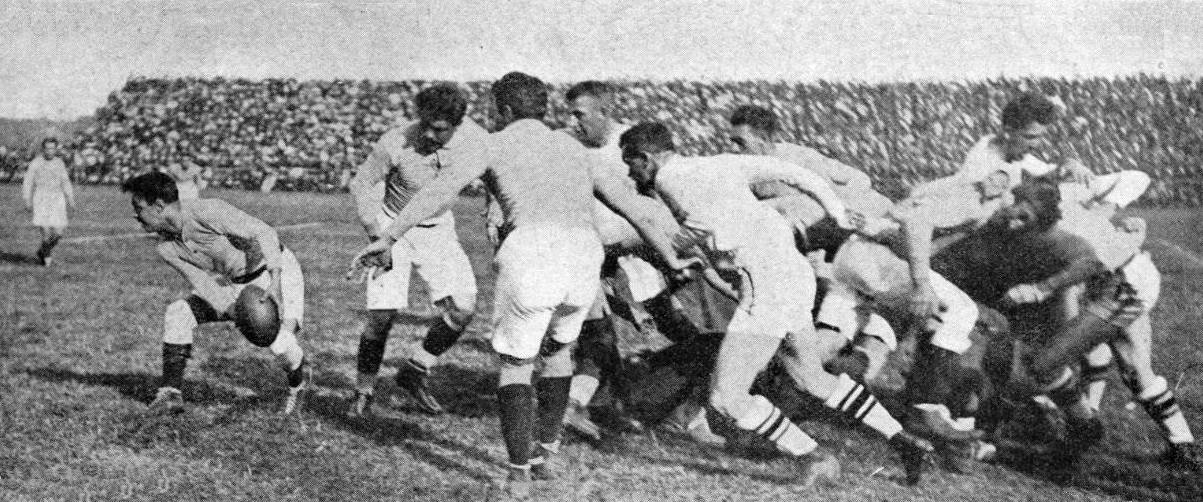
Défaite des Californiens à Colombes le 10 octobre.

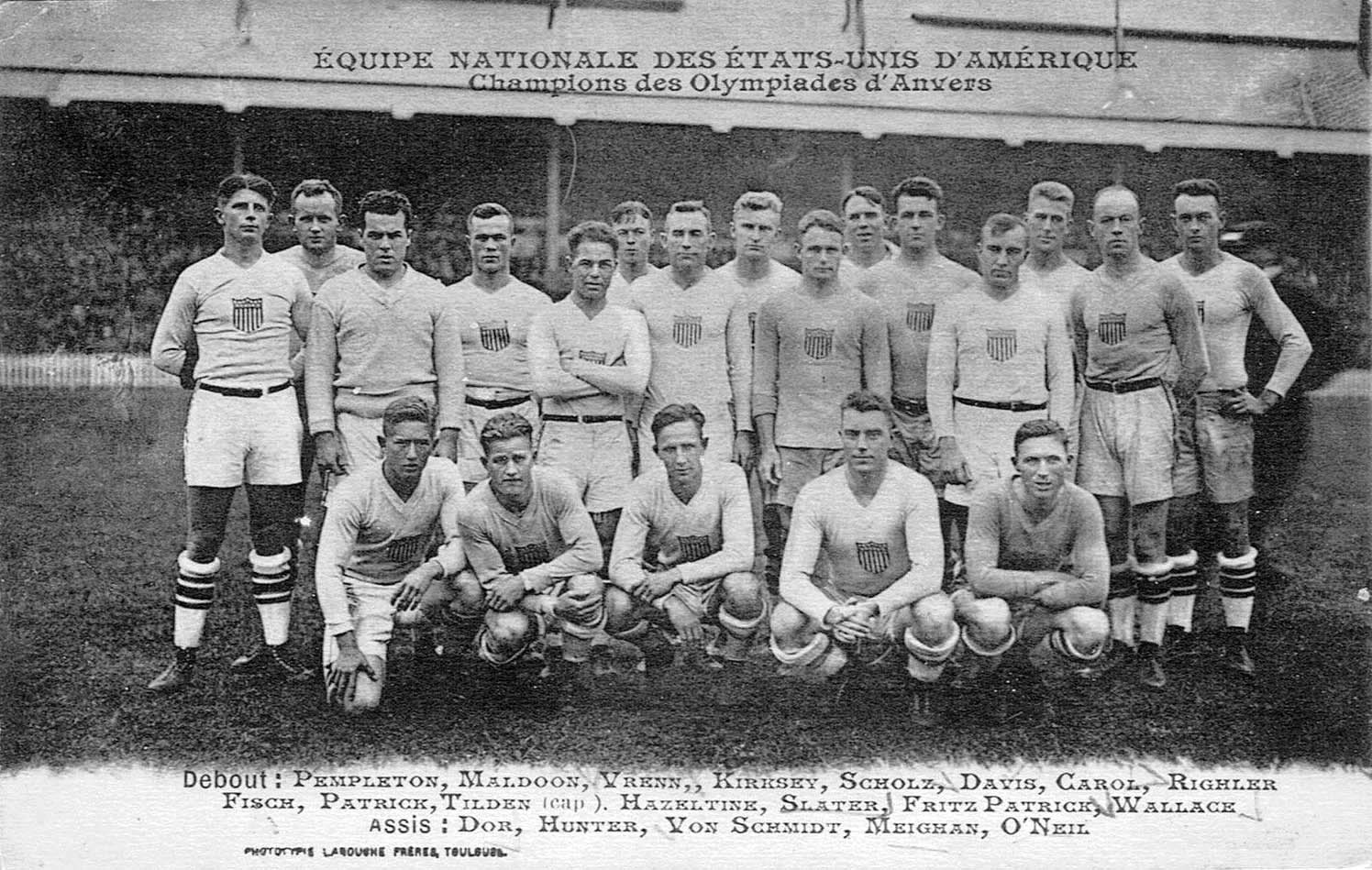
L'équipe des États-Unis avant le test match disputé contre la France, le 10 octobre 1920.

Après la campagne olympique, l'USFSA propose d'organiser une tournée en France pour l'équipe américaine. Cette tournée comprend quatre matches, le dernier étant un test match contre l'équipe de France. Les Californiens, surnom donné à l'équipe des États-Unis, acceptent cette proposition.
Lors de la première rencontre disputée le 19 septembre à Lyon, l'équipe américaine bat largement une sélection du Sud-Est sur le score de 26 à 3. Une semaine après, le 26 septembre, les Américains disposent du Stade toulousain sur le score de 11 à 3 au stade des Ponts-Jumeaux devant 15 000 spectateurs, avant de gagner difficilement par 6 à 3 contre une sélection du Sud-Ouest à Bordeaux. La « revanche d'Anvers » a lieu à Paris au stade de Colombes le 10 octobre. Les Français battent alors les Américains par 14 à 5, inscrivant quatre essais par Eugène Billac, François Borde, Raoul Got et Adolphe Jauréguy.
Le lendemain de la rencontre, le 11 octobre, la Fédération française de rugby est officiellement créée pour remplacer l'USFSA en tant qu'organe dirigeant du rugby à XV en France et Octave Léry en devient le premier président. Par la suite, une partie de la presse française affirme que ce second match constitue la véritable épreuve olympique et que les Français sont les champions olympiques. Mais ce lobbying partisan ne change pas le fait que les Américains sont les véritables vainqueurs lors de ces septièmes olympiades.

## Résultats
Les équipes de France et des États-Unis s'affrontent deux fois à l'automne 1920. La première rencontre compte pour l'attribution du titre olympique alors que la seconde est un test match officiel.

### Match olympique
| Dimanche 5 septembre 1920 17 h 00 CET | France Capitaine : Crabos           | 0 – 8 (0–0)                                     | États-Unis Capitaine : C Tilden | Stade olympique, Anvers 55 000 spectateurs |
| Dimanche 5 septembre 1920 17 h 00 CET |                                     | Essai(s) : Hunter Transformation(s) : Templeton |                                 | Stade olympique, Anvers 55 000 spectateurs |
| Dimanche 5 septembre 1920 17 h 00 CET | Coup de pied sur marque : Templeton |                                                 |                                 | Stade olympique, Anvers 55 000 spectateurs |

### Test match
| Dimanche 10 octobre 1920 | France                                                                      | 14 – 5 (6–5) | États-Unis                                       | Stade du Matin, Colombes 25 000 spectateurs Arbitre : M Jeffreys |
| Dimanche 10 octobre 1920 | Essai(s) : 4 Billac, Borde, Got, Jauréguy Transformation(s) : 1/4 Struxiano |              | Essai(s) : von Schmidt Transformation(s) : Davis | Stade du Matin, Colombes 25 000 spectateurs Arbitre : M Jeffreys |
| Dimanche 10 octobre 1920 |                                                                             |              |                                                  | Stade du Matin, Colombes 25 000 spectateurs Arbitre : M Jeffreys |

## Liste des médaillés

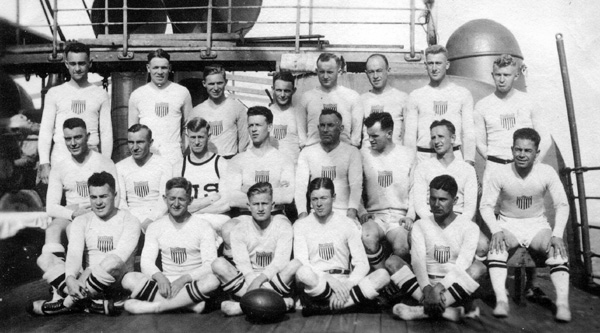
L'équipe olympique de rugby à XV des États-Unis lors de son voyage sur lUSS Sherman.

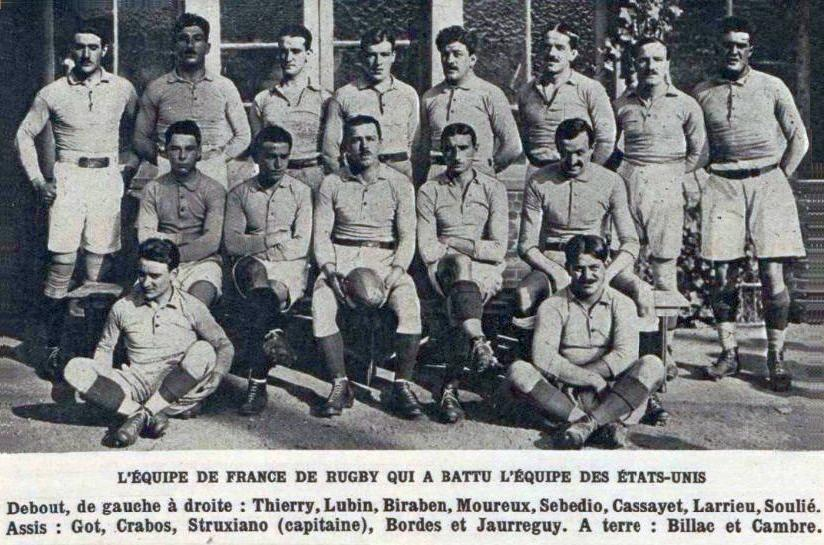
L'équipe de France, lors du match retour à Colombes.

Trente joueurs, quinze américains et quinze français, disputent la rencontre olympique. Les deux sélections comptent des joueurs remplaçants mais aucun changement n'est effectué pendant le match. Néanmoins, le Comité international olympique attribue les médailles à tous les joueurs, quel que soit leur nombre de matches joués. Le tableau suivant présente la liste des médaillés par ordre alphabétique.
| Épreuve             | Or | Argent | Bronze                               |
| ------------------- | --- | --- | ------------------------------------ |
| Rugby à XV masculin | États-Unis Daniel Carroll Charlie Doe George Fish Jim Fitzpatrick Lou Hunter Morris Kirksey Charles Mehan John Muldoon John O'Neil Jack Patrick Cornelius Righter Rudy Scholz Dink Templeton Charles Tilden Heaton Wrenn N'ont pas joué le match : George Davis Colby Slater Harold von Schmidt James Winston | France Édouard Bader François Borde Adolphe Bousquet Jean Bruneval Alphonse Castex André Chilo René Crabos Sélim Curtet Alfred Eluère Jacques Forestier Armand Grenet Maurice Labeyrie Robert Levasseur Pierre Petiteau Raoul Thiercelin N'ont pas joué le match : Raymond Berrurier Constant Lamaignière Eugène Soulié Robert Thierry | Non attribuée (deux équipes en lice) |

Parmi tous les médaillés, certains sont également engagés dans d'autres disciplines lors de ces Jeux olympiques. Morris Kirksey dispute trois épreuves d'athlétisme. S'il ne passe pas le premier tour de qualification sur 200 mètres, il obtient la médaille d'argent sur l'épreuve du 100 mètres et la médaille d'or sur celle du relais 4 × 100 mètres. Dink Templeton participe à l'épreuve du saut en longueur et termine au pied du podium alors qu'André Chilo termine 17e de l'épreuve de triple saut.